# Charny (Yonne)
Charny és un municipi francès, situat al departament del Yonne i a la regió de Borgonya - Franc Comtat. L'any 2007 tenia 1.683 habitants.

## Demografia

### Població
El 2007 la població de fet de Charny era de 1.683 persones. Hi havia 804 famílies, de les quals 328 eren unipersonals (144 homes vivint sols i 184 dones vivint soles), 292 parelles sense fills, 128 parelles amb fills i 56 famílies monoparentals amb fills.
La població ha evolucionat segons el següent gràfic:
Habitants censats

### Habitatges
El 2007 hi havia 1.016 habitatges, 811 eren l'habitatge principal de la família, 114 eren segones residències i 91 estaven desocupats. 829 eren cases i 184 eren apartaments. Dels 811 habitatges principals, 472 estaven ocupats pels seus propietaris, 315 estaven llogats i ocupats pels llogaters i 24 estaven cedits a títol gratuït; 15 tenien una cambra, 91 en tenien dues, 230 en tenien tres, 257 en tenien quatre i 218 en tenien cinc o més. 549 habitatges disposaven pel capbaix d'una plaça de pàrquing. A 413 habitatges hi havia un automòbil i a 207 n'hi havia dos o més.

### Piràmide de població
La piràmide de població per edats i sexe el 2009 era:
| Homes | Edats   | Dones |
| ----- | ------- | ----- |
| 0     | 95 o +  | 8     |
| 8     | 90 a 94 | 40    |
| 16    | 85 a 89 | 40    |
| 12    | 80 a 84 | 40    |
| 44    | 75 a 79 | 76    |
| 40    | 70 a 74 | 72    |
| 48    | 65 a 69 | 64    |
| 48    | 60 a 64 | 32    |
| 36    | 55 a 59 | 24    |
| 68    | 50 a 54 | 68    |
| 48    | 45 a 49 | 68    |
| 72    | 40 a 44 | 48    |
| 48    | 35 a 39 | 60    |
| 44    | 30 a 34 | 56    |
| 36    | 25 a 29 | 40    |
| 32    | 20 a 24 | 36    |
| 36    | 15 a 19 | 52    |
| 36    | 10 a 14 | 44    |
| 56    | 5 a 9   | 48    |
| 36    | 0 a 4   | 36    |

## Economia
El 2007 la població en edat de treballar era de 898 persones, 644 eren actives i 254 eren inactives. De les 644 persones actives 568 estaven ocupades (301 homes i 267 dones) i 76 estaven aturades (26 homes i 50 dones). De les 254 persones inactives 105 estaven jubilades, 58 estaven estudiant i 91 estaven classificades com a «altres inactius».

### Ingressos
El 2009 a Charny hi havia 812 unitats fiscals que integraven 1.667,5 persones, la mediana anual d'ingressos fiscals per persona era de 15.734 €.

### Activitats econòmiques
Dels 132 establiments que hi havia el 2007, 1 era d'una empresa extractiva, 4 d'empreses alimentàries, 2 d'empreses de fabricació de material elèctric, 8 d'empreses de fabricació d'altres productes industrials, 19 d'empreses de construcció, 41 d'empreses de comerç i reparació d'automòbils, 5 d'empreses de transport, 7 d'empreses d'hostatgeria i restauració, 1 d'una empresa d'informació i comunicació, 9 d'empreses financeres, 3 d'empreses immobiliàries, 12 d'empreses de serveis, 13 d'entitats de l'administració pública i 7 d'empreses classificades com a «altres activitats de serveis».
Dels 41 establiments de servei als particulars que hi havia el 2009, 1 era una oficina d'administració d'Hisenda pública, 1 gendarmeria, 1 oficina de correu, 4 oficines bancàries, 1 funerària, 6 tallers de reparació d'automòbils i de material agrícola, 2 tallers d'inspecció tècnica de vehicles, 2 autoescoles, 5 paletes, 3 guixaires pintors, 2 fusteries, 4 lampisteries, 1 electricista, 1 empresa de construcció, 3 perruqueries, 2 restaurants, 1 agència immobiliària i 1 saló de bellesa.
Dels 22 establiments comercials que hi havia el 2009, 3 eren supermercats, 1 un supermercat, 1 una botiga de més de 120 m², 2 fleques, 2 carnisseries, 1 una peixateria, 3 botigues de roba, 1 una botiga d'equipament de la llar, 1 una sabateria, 1 una botiga de material de revestiment de parets i terra, 1 una perfumeria i 5 floristeries.
L'any 2000 a Charny hi havia 21 explotacions agrícoles que ocupaven un total de 2.124 hectàrees.

## Equipaments sanitaris i escolars
El 2009 hi havia 1 psiquiàtric i 2 farmàcies.
El 2009 hi havia una escola elemental. Charny disposava d'un col·legi d'educació secundària amb 227 alumnes.

## Poblacions més properes
El següent diagrama mostra les poblacions més properes.